# Journal of Financial Economics
Journal of Financial Economics (JFE;Журнал фінансової економіки) — спеціалізований економічний журнал (США). Видання засноване в 1974 р. Перший редактор (Founding Editor) — Майкл Дженсен. Керуючим редактором останнім часом є Дж. Вільям Шверт (G. William Schwert).
До редакційної ради журналу входять відомі економісти: Юджин Фама, Кеннет Френч, А. Шлейфер та ін
Журналом щорічно з 1997 р. присуджуються премії з 2 номінаціями: Премія Дженсена (за найкращу статтю з корпоративних фінансів та організаціям) і Fama-DFA Prize (по капітальних ринках та ціноутвореннях на активи). За кожну номінацію присуджується перша ($5000) та друга ($2000) премії.
Періодичність виходу журналу: 12 номерів на рік.